# Wyhl am Kaiserstuhl
Wyhl am Kaiserstuhl település Németországban, azon belül Baden-Württembergben. Lakosainak száma 4014 fő (2023. december 31.). Wyhl am Kaiserstuhl Artolsheim községgel határos.

## Népesség
A település népessége az elmúlt években az alábbi módon változott:
| Lakosok száma | 2695 | 3612 | 3860 | 3869 | 3918 | 3963 | 4014 |
|               | 1975 | 2010 | 2017 | 2019 | 2021 | 2022 | 2023 |